# 茄形碘泡虫
茄形碘泡虫（学名：Myxobolus toyamai）为碘泡科碘泡虫属的动物。分布于俄罗斯、美国、日本以及江苏、辽宁、湖北、山东、福建、江西、四川、云南等，营寄生生活，寄生在鲤的鳃、肾以及镜鲤、鲫的鳃。